# Jugendnetzwerk Lambda
Das Jugendnetzwerk Lambda ist ein bundesweiter Jugendverband für lesbische, schwule, bisexuelle, asexuelle, transgeschlechtliche, nicht-binäre, intersexuelle und queere Jugendliche in Deutschland.

## Entstehung
Das Jugendnetzwerk Lambda wurde im März 1990 kurz vor den ersten freien Volkskammerwahlen in der DDR in Berlin aus einer seit November 1989 bestehenden Initiative mit dem Ziel gegründet, am Zentralen Runden Tisch der Jugend dem späteren Demokratischen Jugendbund (DJB) als Vertreter junger Lesben und Schwuler und deren Treffs und Gruppen teilzunehmen, da zu diesem Zeitpunkt weder in der DDR noch in Westdeutschland ein Jugendverband explizit die Interessen schwuler, lesbischer und bisexueller Jugendlicher wahrnahm. Nach der Wiedervereinigung hat sich der Wirkungskreis des Jugendnetzwerkes Lambda auf das gesamte Bundesgebiet ausgedehnt.

## Angebote
Zu den Angeboten des Jugendnetzwerkes Lambda zählen neben den allgemein bekannten Angeboten von Jugendverbänden wie nationale und internationale Jugendbegegnungen, Freizeiten, Jugendgruppen, Jugendzentren und der Jugendbildung insbesondere Beratungsprojekte, die an der spezifischen Situation von lesbisch, schwulen, bisexuellen, asexuellen transidenten, nicht-binären, intergeschlechtlichen und queeren Jugendlichen orientiert sind. Viele Landesverbände bieten Schulungen zur Erreichung der JuLeiCa an und haben Aufklärungsprojekte für Schulen und/oder Fachkräfte. Außerdem werden verschiedene Medienprojekte betrieben:
- lambda queercast ist ein Podcast von Lambda Mitteldeutschland zu allgemeinen queeren Themen.[2]
- #LambdaTalk ist ein Podcast von Lambda Bayern, zu Jugendarbeit und queeren Themen.[3]
- Lambda Kaffeeklatsch ist ein Podcast von Lambda Bayern, der zur reinen Unterhaltung dient.[4]
- Im Queere Identitäten-Podcast von Lambda Bayern erzählt in jeder Folge eine andere Person von ihrer Identität und ihrem Selbstfindungsprozess.[5]
- Im TikTok-Projekt Von Lambda Bayern werden queere Begriffe, Flaggen, Identitäten usw. möglichst niederschwellig erklärt.[6]

Als weitere Projekte werden Multiplikatorenschulungen angeboten, in denen junge Menschen ausgebildet werden, heterosexuelle und/oder cisgeschlechtliche Jugendliche für LSBTIQ-Themen zu sensibilisieren. Im Jahr 2013 wurden zum Beispiel alle Auszubildende der Deutschen Post im 1. Lehrjahr zum Themenkomplex Diversity geschult.
Einmal im Jahr vergibt Lambda Bayern den Michael Schmidpeter-Preis an Schulklassen, Jugendgruppen o. ä, die sich mit Projekten den Themen LSBTIQ, Akzeptanz und Toleranz widmen.

## Peersupport/Beratung
Der Lambda Peersupport unterteilt sich in zwei Schwerpunkte: Es gibt die regelmäßig stattfindenden Online-Empowermentgruppen zu unterschiedlichen Themen und den kontinuierlich laufenden Einzelsupport via E-Mail oder Chat. Der Peersupport befindet sich, Stand März 2023, noch im Aufbau. Seit Frühjahr 2023 finden Online-Empowermentgruppen statt, der Einzelsupport soll im Spätsommer 2023 starten. Getragen wird die Beratung durch geschulte queere Jugendliche und junge Erwachsene sowie qualifizierten Fachkräften. Das Angebot richtet sich zum Beispiel an junge Menschen, die sich über ihre sexuelle Orientierung unsicher sind. Auch möchte der Peersupport Unterstützung bei Diskriminierungserfahrung wegen des Geschlechts oder der sexuellen Orientierung geben.
Der „Lambda Peersupport“ löst das Angebot „In & Out“ ab, welches bis 2022 in Kooperation mit dem Landesverband Lambda:bb eine Peer-to-Peer E-Mail und Chat-Beratung anbot.
Die Beratungswebsite anders.fremd (später migra-friends) für queere Jugendliche mit Migrationshintergrund in Bayern hat ihr Erscheinen eingestellt.

## Organisation
Heute existieren neben dem Bundesverband folgende Landesverbände:
- Lambda Baden-Württemberg, für das Land Baden-Württemberg;
- Lambda Bayern, für das Land Bayern;
- Lambda Berlin-Brandenburg, für die Länder Berlin und Brandenburg;
- Lambda Mitte-West, für die Länder Hessen, Rheinland-Pfalz und das Saarland;
- Lambda Mitteldeutschland für die Länder Sachsen-Anhalt und Thüringen;
- Queeres Jugendnetzwerk Lambda Niedersachsen-Bremen für die Länder Niedersachsen und Bremen;
- Lambda Nord, für die Länder Schleswig-Holstein und Hamburg.

Die Mitglieder werden zentral von der Geschäftsstelle des Bundesverbandes in Berlin erfasst. Hat ein Jugendlicher die Mitgliedschaft im Bundesverband erlangt, wird er auch gleichzeitig Mitglied des Landesverbandes, in dessen Einzugsbereich er wohnt (siehe oben). In den Bundesländern (wie Mecklenburg-Vorpommern und Sachsen), in denen kein Landesverband existiert, ist der Bundesverband zuständig.
Mitglieder im Jugendnetzwerk Lambda können neben natürlichen Personen (Einzelmitglieder) auch Personenvereinigungen (also Vereine) werden, die sich in der Jugendarbeit betätigen, soweit sie den Zielen des Jugendnetzwerkes nicht zuwider arbeiten, oder auch Firmen, die das Jugendnetzwerk mittels einer Fördermitgliedschaft in seiner Arbeit unterstützen wollen. Einzelmitglieder werden im Alter von 14 bis zum vollendeten 26. Lebensjahr aufgenommen. Die Mitgliedschaft ist bis zum 27. Geburtstag kostenlos. Über dieses Alter hinaus wird die Einzelmitgliedschaft automatisch beendet.
Auskünfte erteilt die Bundesgeschäftsstelle in Berlin.
Das Jugendnetzwerk ist Gründungsmitglied der Arbeitsgemeinschaft Neue Demokratische Jugendverbände (ANDJ), die seit 1991 Mitglied und seit 1993 Anschlussverband im Deutschen Bundesjugendring (DBJR) ist.
Seit 2011 ist das Jugendnetzwerk Lambda ein eigenständiger Anschlussverband im DBJR.

## Dokumentation
25 Jahre. 25 Geschichten. 25 Jahre Jugendnetzwerk Lambda e. V. Dokumentarfilm, Deutschland 2015, 90 Min., Buch, Regie und Produktion: Kathrin Schultz